# Alliance Swisspass
Die Alliance Swisspass (Eigenschreibweise Alliance SwissPass) ist die Branchenorganisation des öffentlichen Verkehrs (öV) und engagiert sich schweizweit als Zusammenschluss von 250 Transportunternehmen und 20 Verbünden für harmonisierte, verständliche und wirtschaftliche Tarifbestimmungen, moderne und attraktive Vertriebslösungen sowie kundenorientierte Sortimente und Informationssysteme. Die Geschäftsstelle ch-integral stellt den Betrieb der Alliance Swisspass operativ sicher.

## Geschichte
In der 2020 gegründeten Organisation verschmolzen die vorher getrennten Gremien und Entscheidstrukturen des Nationalen Direkten Verkehrs (NDV) und der öV-Verbünde. Sämtliche Kompetenzen, welche bisher in den Händen der Gremien des NDV respektive der öV-Verbünde lagen, fielen an die Alliance Swisspass. Die innerhalb der Alliance Swisspass behandelten Themen sind grundsätzlich weiterhin in die Bereiche NDV und Verbünde aufgeteilt. Allerdings haben neu alle Beteiligten ein Mitbestimmungsrecht. Im gemeinsamen Geschäftsfeld «öffentlicher Verkehr» behandelt die Branchenorganisation zudem Themen, die beide Tariforganisationen betreffen. Gegenüber der Politik, den Behörden und anderen Anspruchsgruppen kann sie zudem als legitime Vertretung des gesamten öffentlichen Verkehrs auftreten.
Im Nationalen Direkten Verkehr koordiniert die Alliance Swisspass die gemeinsamen Tätigkeiten in den Bereichen Tarif und Sortiment, Vertrieb, Vermarktung, Kundeninformation sowie Einnahmen- und Kostenverteilung. In der Verbundwelt unterstützt sie die Bestrebungen zu einer verstärkten Harmonisierung unter Berücksichtigung der regionalen Rahmenbedingungen. Die Governance-Strukturen erlauben es der Branchenorganisation zudem, zugunsten der Kundinnen und Kunden auch Harmonisierungen und Vereinheitlichungen im gesamten öffentlichen Verkehr einzuführen. Die Alliance Swisspass plant die Billettautomaten bis 2035, infolge der Digitalisierung von Bus- und Bahntickets, abzuschaffen.
Im Jahr 2021 wurde die Alliance Swisspass Mitglied beim Internationalen Verband für öffentliches Verkehrswesen.

## «Ue500»

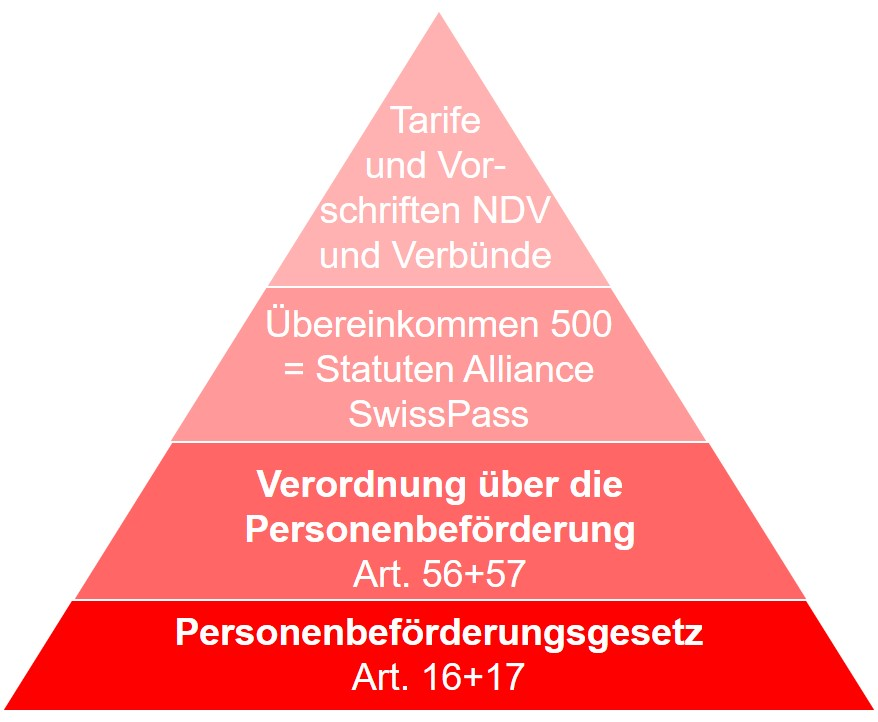
Die rechtliche Basis des NDV bilden die Artikel 16 und 17 des PBG, welche die Transportunternehmen zur Kooperation verpflichten. Die Artikel 56 und 57 der Verordnung über die Personenbeförderung erläutern die Artikel des PBG zusätzlich. Die Transportunternehmen des NDV sind in der Alliance Swisspass mit den Tarifverbünden zusammengeschlossen. Der Themenbereich der Zusammenarbeit sowie organisatorische Formalitäten sind im Ue500, den gemeinsamen Statuten der Alliance Swisspass, festgehalten. Noch einen stärkeren Detaillierungsgrad weisen die gemeinsamen Tarife und Vorschriften auf, welche auch wichtige spezifische Fragestellungen des NDV regeln.

Das «Übereinkommen der Alliance Swisspass», kurz Ue500, regelt in Ausführung der Artikel 16 und 17 des Personenbeförderungsgesetzes (PBG) sowie Artikel 56 der Verwaltungspraxis der Bundesbehörden (VPB) die gegenseitigen Beziehungen der am Direkten Verkehr Teilnehmenden. Eine nationale Branchenorganisation wie die Alliance Swisspass als Zusammenschluss von 250 Transportunternehmen und 18 Verbünden braucht geeignete Strukturen und Prozesse, welche eine effiziente Zusammenarbeit ermöglichen und die verschiedenen Interessen der beteiligten öV-Betriebe optimal berücksichtigen. Zudem muss klar sein, welche Zuständigkeiten und Kompetenzen innerhalb der Organisation herrschen.
Deshalb hat die Alliance Swisspass das Ue500 erarbeitet. Das Ue500 regelt in Ausführung der Artikel 16 und 17 des PBG die Beziehung zwischen den an der Alliance Swisspass Teilnehmenden und bildet damit die Statuten der Organisation. Sie beinhalten insbesondere:
- Grundlagen und Struktur der Zusammenarbeit der beteiligten öV-Unternehmen,
- Zuständigkeiten, Rechte und Pflichten der Beteiligten,
- Handlungsfelder, Kompetenzen und Befugnisse der Organisation sowie dessen Organe,
- Finanzierung und Entschädigung der durch die Erfüllung des Ue500 entstehenden Aufwände.

Sämtliche Themen des Ue500 werden in einer gemeinsamen Gremienstruktur der Verbünde und Transportunternehmen erarbeitet und entschieden.

## Geschäftsfelder
Innerhalb der Alliance Swisspass werden die ihr zugeteilten Aufgaben jeweils in die Geschäftsfelder «öffentlicher Verkehr», «Nationaler Direkter Verkehr» und «Verbünde» gegliedert. Diese Aufteilung berücksichtigt die im Übereinkommen 500 festgelegte Kompetenzaufteilung auf nationaler und regionaler Ebene. Unabhängig vom Geschäftsfeld sind in den jeweiligen Gremien immer alle Mitglieder stimmberechtigt. So können Kommissionsmitglieder von Transportunternehmen Verbundthemen und Verbundvertreter Themen aus dem Nationalen Direkten Verkehr mitgestalten.
- Im Geschäftsfeld «öffentlicher Verkehr» werden sämtliche Geschäfte bearbeitet, welche für alle an der Alliance Swisspass Teilnehmenden verbindlich sind. Dies beinhaltet beispielsweise die Tarifbestimmungen des Grundtarifs 600, Vertriebsentwicklungen oder Kontrollstandards.
- Im Geschäftsfeld «Nationaler Direkter Verkehr» werden Geschäfte zu Themen des NDV wie Preis- und Sortimentsgestaltung, Vertrieb, Vermarktung oder Einnahmensicherung behandelt.
- Im Geschäftsfeld «Verbünde» stehen Themen in Bezug auf Harmonisierungen und Abstimmungen zwischen den einzelnen Verbünden im Vordergrund.[13]

## Gremien

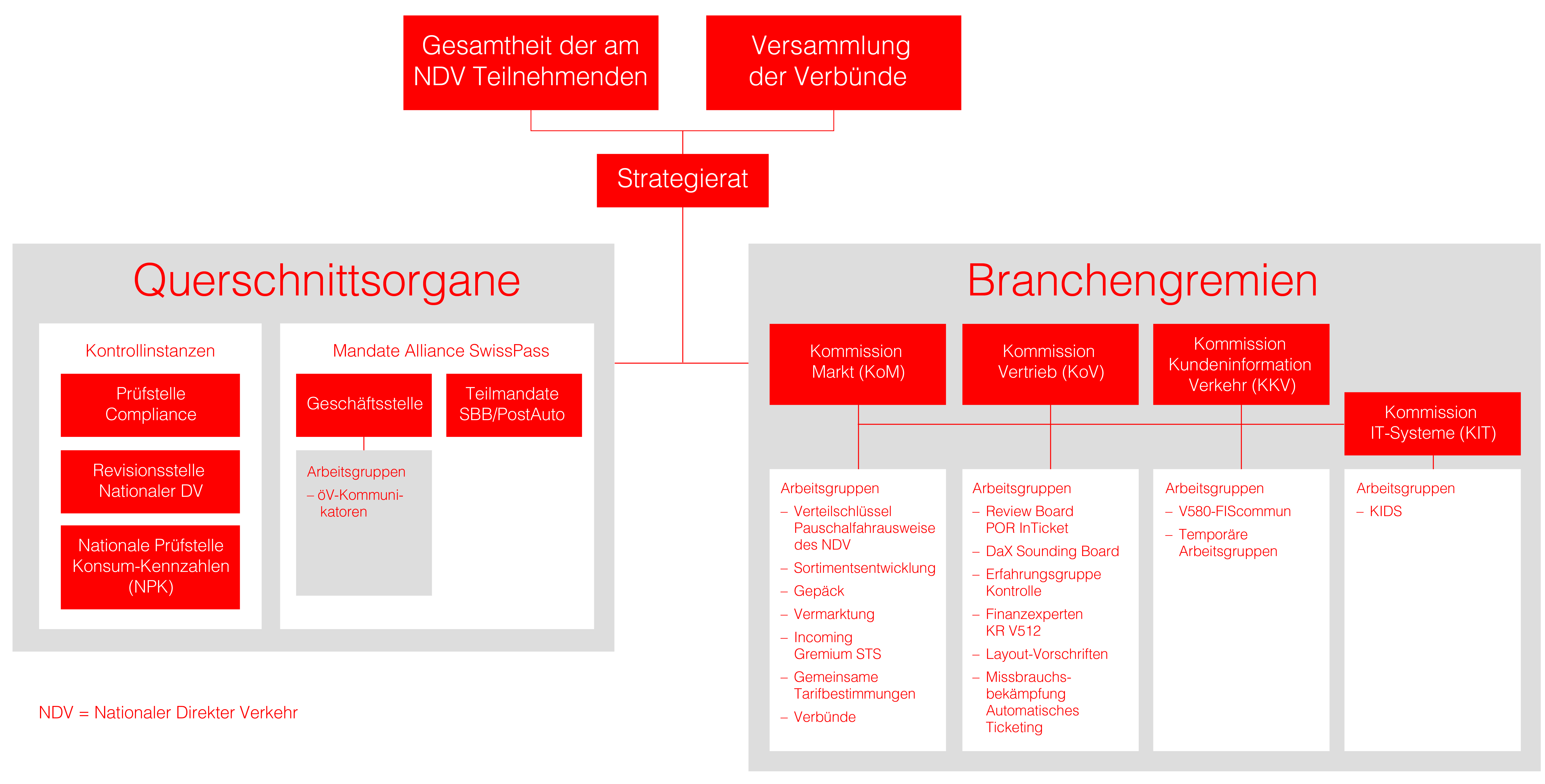
Die Gesamtheit der am Nationalen Direkten Verkehr Teilnehmenden und die Versammlung der Verbünde bilden die höchste Instanz des Direkten Verkehrs.

In der Alliance Swisspass, in welcher praktisch alle Transportunternehmen und Tarifverbünde der Schweiz zusammengeschlossen sind, werden sämtliche Themen in einer gemeinsamen Gremienstruktur erarbeitet und entschieden. Die obersten Organe sind die «Gesamtheit der Teilnehmenden am Direkten Verkehr» und die «Versammlung der Verbünde», welche aus den früheren, getrennten Organisationen der beiden Tarifwelten übernommen wurden.

### Gesamtheit der am Nationalen Direkten Verkehr Teilnehmenden
Die «Gesamtheit der am Nationalen Direkten Verkehr Teilnehmenden» ist die höchste Instanz des Nationalen Direkten Verkehrs. Die Gesamtheit umfasst alle Transportunternehmen und Verbünde, die mindestens einen NDV-Tarif, sprich einen Sortimentsbestandteil akzeptieren. Das kann beispielsweise das Halbtaxabonnement sein. Die Beschlussfassung erfolgt ausschliesslich auf dem Korrespondenzweg.
Die Gesamtheit der am NDV Teilnehmenden entscheidet final über alle gewichtigen Beschlüsse der Alliance Swisspass, welche mit hohen Investitionen und Auswirkungen auf die öV-Branche verbunden sind. Dies beinhaltet insbesondere:
- Grundlegende Preis- und Sortimentsanpassungen,
- Änderungen am Übereinkommen 500,
- Änderungen der Verkaufs- und Benützungsbestimmungen im öffentlichen Verkehr mit erheblicher finanzieller Auswirkung,
- Grundsätze der Einnahmen- und Kostenverteilung,
- Kostenintensive Anpassungen und Erneuerungen der gemeinsamen Vertriebssysteme.

In der Beschlussfassung hat jedes Unternehmen eine Stimme. Ein Antrag gilt als angenommen, wenn ihm innert zwanzig Tagen zwei Drittel der Abstimmenden zustimmen. Wenn bei einem Geschäft weniger als zwei Drittel aber mehr als die Hälfte der Abstimmenden zustimmen, so gilt eine Vorlage trotzdem als angenommen, wenn diese Abstimmenden mindestens die Hälfte der Einnahmen im betreffenden Geschäft erhalten.

### Versammlung der Verbünde
In der Versammlung der Verbünde sind die 18 Abonnements-, Tarif- und Verkehrsverbünde der Schweiz zusammengeschlossen. Im Unterschied zur Gesamtheit der am NDV Teilnehmenden trifft sich dieses Gremium zweimal jährlich physisch. Entscheide können aber auch auf dem Korrespondenzweg gefällt werden.
Da die Tarifgestaltung Sache jedes einzelnen Verbunds ist, sind die Handlungsfelder und Kompetenzen der Versammlung der Verbünde limitierter. Das primäre Ziel der Verbundzusammenarbeit ist auch nicht die Entwicklung eines gemeinsamen Sortiments, sondern die verbesserte Zusammenarbeit zwischen den Verbünden und dem Nationalen Direkten Verkehr sowie die Harmonisierung der Benützungsbestimmungen. In folgenden Bereichen fällt die Versammlung der Verbünde Entscheide:
- Änderungen am Übereinkommen 500 und den Gemeinsamen Tarifbestimmungen (GTB),
- Wahl und Abberufung der Mitglieder der Nationalen Prüfgruppe Konsumkennzahlen,
- Entscheide des Strategierats, welche auch die Verbünde betreffen,
- Aufnahme themenspezifischer Zusatzvereinbarungen unter den öV-Verbünden.

In der Versammlung der Verbünde sind sämtliche öV-Verbünde der Schweiz Mitglied und paritätisch stimmberechtigt. Ein Antrag gilt als angenommen, wenn ihm mindestens zwei Drittel aller stimmberechtigten respektive anwesenden Verbünde zustimmen.

### Strategierat
Dem Strategierat obliegt die Leitung und Oberaufsicht der Alliance Swisspass sowie deren strategische Führung. In dieser Rolle entscheidet er über strategische Geschäfte, Fragen und Grundsätze in allen drei Geschäftsfeldern und definiert die Eckpunkte und Weiterentwicklungen des Zugangs zum öffentlichen Verkehr.
Der Strategierat besteht aus 8 bis 13 stimmberechtigten Mitgliedern und setzt sich aus Vertretungen von am NDV Teilnehmenden mit festem Sitz (derzeit SBB, PostAuto AG und Zürcher Verkehrsverbund) und Vertretungen der Sparten Fernverkehr, Regionalverkehr, Ortsverkehr und touristischer Verkehr zusammensetzt. Mitglieder mit festem Sitz dürfen eine Stellvertretung ernennen.
Der Strategierat ist beschlussfähig, wenn mindestens acht Mitglieder (beziehungsweise ihre Stellvertretungen) anwesend sind, wobei die Mitglieder mit festem Sitz zu den Anwesenden zählen müssen. Jedes Mitglied besitzt eine gewichtete Stimme. Die Stimmen werden so gewichtet, dass die Mitglieder mit festem Sitz zusammen das gleiche Stimmengewicht haben wie die übrigen anwesenden Mitglieder zusammen. Ein Antrag gilt als angenommen, wenn er die Mehrheit der abgegebenen, gewichteten Stimmen auf sich vereint.

### Kommissionen
Den Kommissionen obliegt die operative Verantwortung in den vom Übereinkommen 500 erfassten Fachbereichen. Alle Kommissionen arbeiten nach einem definierten und durch den Strategierat abgesegneten Pflichtenheft, welches insbesondere die Aufgabenbereiche und Kompetenzen regelt. Ihre Entscheidkompetenzen sind limitierter, ab einer definierten finanziellen Tragweite müssen Geschäfte nach der Kommission auch noch vom Strategierat genehmigt werden. Innerhalb der Kommissionen gibt es keine Stimmengewichtung.
| Kommission Markt             | Die Kommission Markt (KoM) arbeitet primär in den Themenfeldern Preis- und Sortimentsgestaltung, Vermarktung und Verkaufsförderung sowie Einnahmen- und Kostenverteilung. Sie ist für die laufende Analyse und Weiterentwicklung des Fahrausweissortiments und der Tarife zuständig und unterbreitet dem Strategierat entsprechende Anträge. Sie entscheidet ausserdem über die Neuaufnahmen von Transportunternehmen in die Alliance Swisspass. |
| Kommission Vertrieb          | Die Kommission Vertrieb (KoV) fällt operative Entscheide zu sämtlichen Vertriebsthemen. Diese umfassen die Zahlungsmittel, das Clearing, die Einnahmensicherung, die Fahrausweiskontrolle sowie die Kostenverteilung. Sie legt im Vertrieb die Standards für neue Verkaufsmittel sowie für die Datenträger und den Datenaustausch fest und ist zuständig für das Layout und die Sicherheit der Fahrausweise. Ihr obliegt auch die Steuerung und Weiterentwicklung der zentralen Vertriebsplattform NOVA («Netzweite öV-Anbindung»). Der KoV sind zudem die meisten Vorschriften des Nationalen Direkten Verkehrs angegliedert. |
| Kommission Kundeninformation | Die Kundeninformation Verkehr (KKI) koordiniert und entwickelt die Kundeninformation im öffentlichen Verkehr. Sie erarbeitet die fachlichen Anforderungen für gemeinsame Branchenstandards und -Vorschriften, unter anderem gemäss dem Bundesrecht. Insbesondere berücksichtigt sie dabei die Verordnung über die technischen Anforderungen an die behindertengerechte Gestaltung des öffentlichen Verkehrs. Die Produkte werden in der Vorschrift über Standards der Kundeninformation im öffentlichen Verkehr (V580 – FIScommun) publiziert.                                                                                 |

### Arbeitsgruppen
Die vier Kommissionen der Alliance Swisspass können zwecks Ausführung ihrer Aufgaben themenspezifische temporäre oder permanente Arbeitsgruppen einsetzen. Für eine permanente Arbeitsgruppe erstellt das auftraggebende Organ ein Pflichtenheft. Dieses regelt insbesondere die Zusammensetzung, die Aufgaben und die Kompetenzen der Arbeitsgruppe. Die Wahl der Arbeitsgruppenmitglieder erfolgt durch das auftraggebende Organ. Die Arbeitsgruppen handeln ausschliesslich im Auftrag des Organs, das die Arbeitsgruppe gebildet hat und verfügen gegenüber diesem über ein Vorschlagsrecht. Die Beschlussfassung in den Arbeitsgruppen erfolgt gemäss den für die Kommissionen geltenden Bestimmungen.